# 广藏市场
广藏市场（韓語：광장시장），旧称东大门市场，是韩国首尔市钟路区的一个传统市场。该市场是韩国历史最悠久，规模最大的传统市场之一，占地4.2万平方米，拥有超过5000间商店和20000名员工。每天约有6.5万人逛这个市场。

## 位置
市场在鐘路5街站和乙支路4街站附近。

## 相册

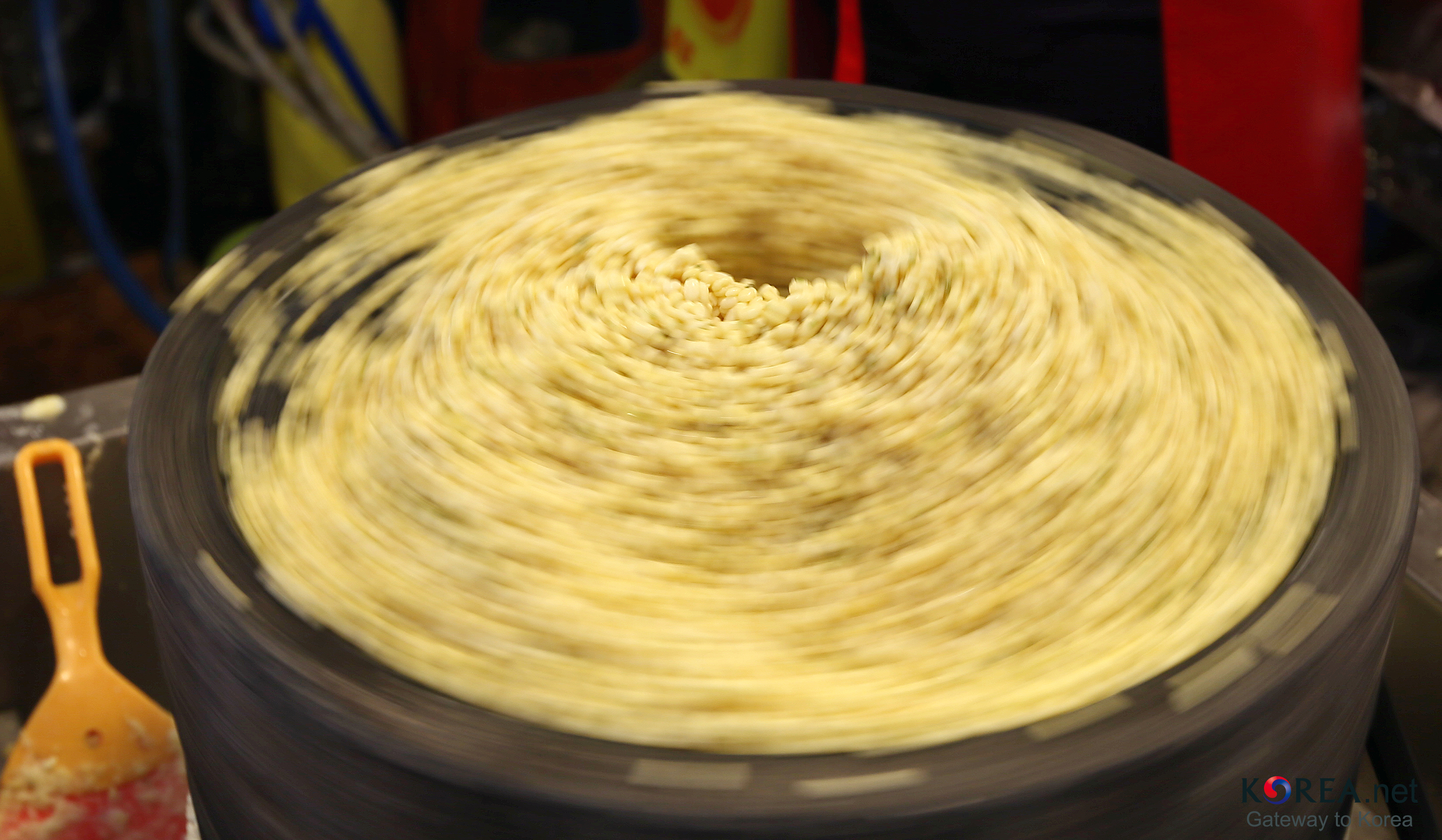
研磨绿豆用以制綠豆餅
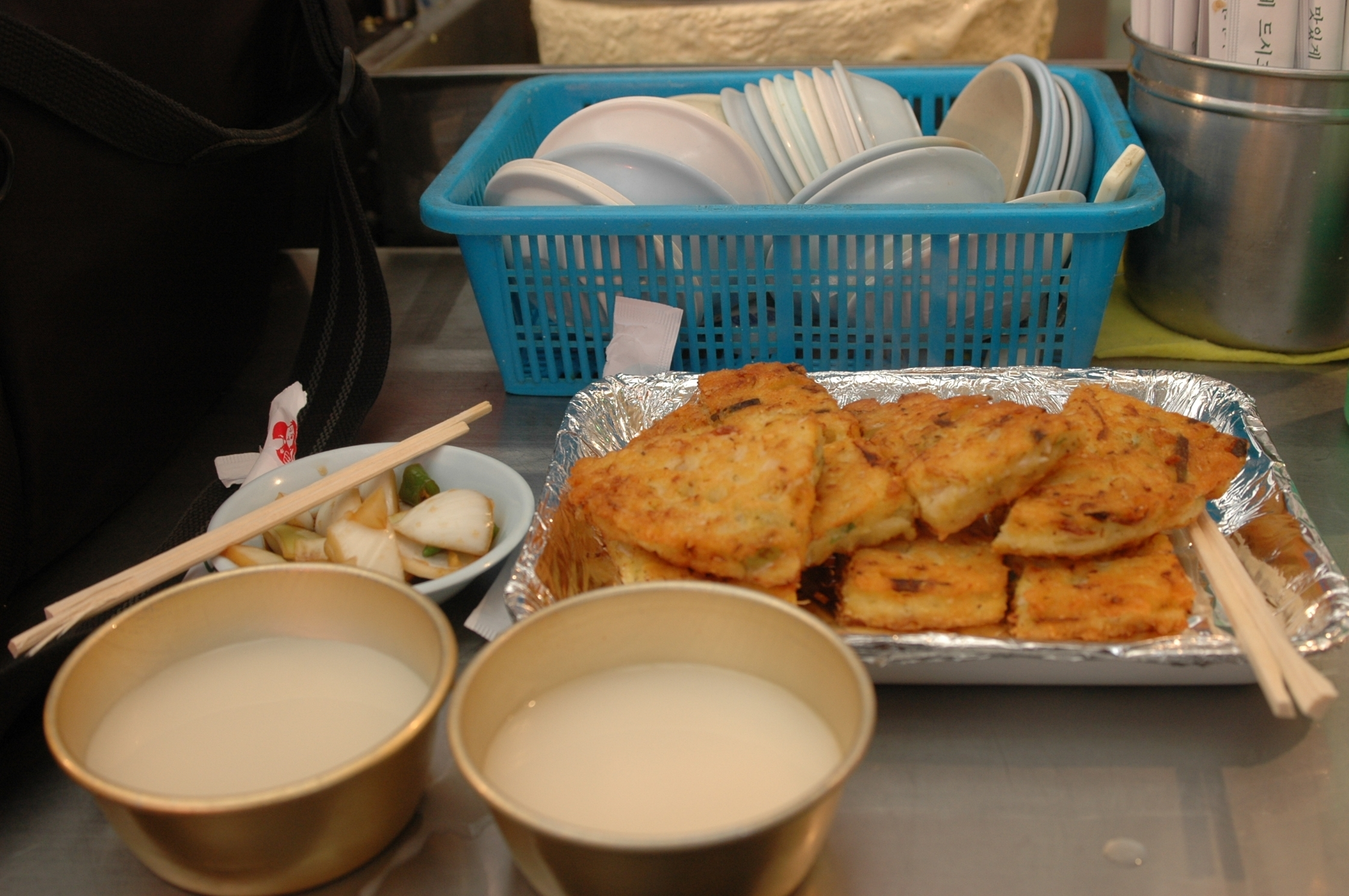
绿豆煎和马格利
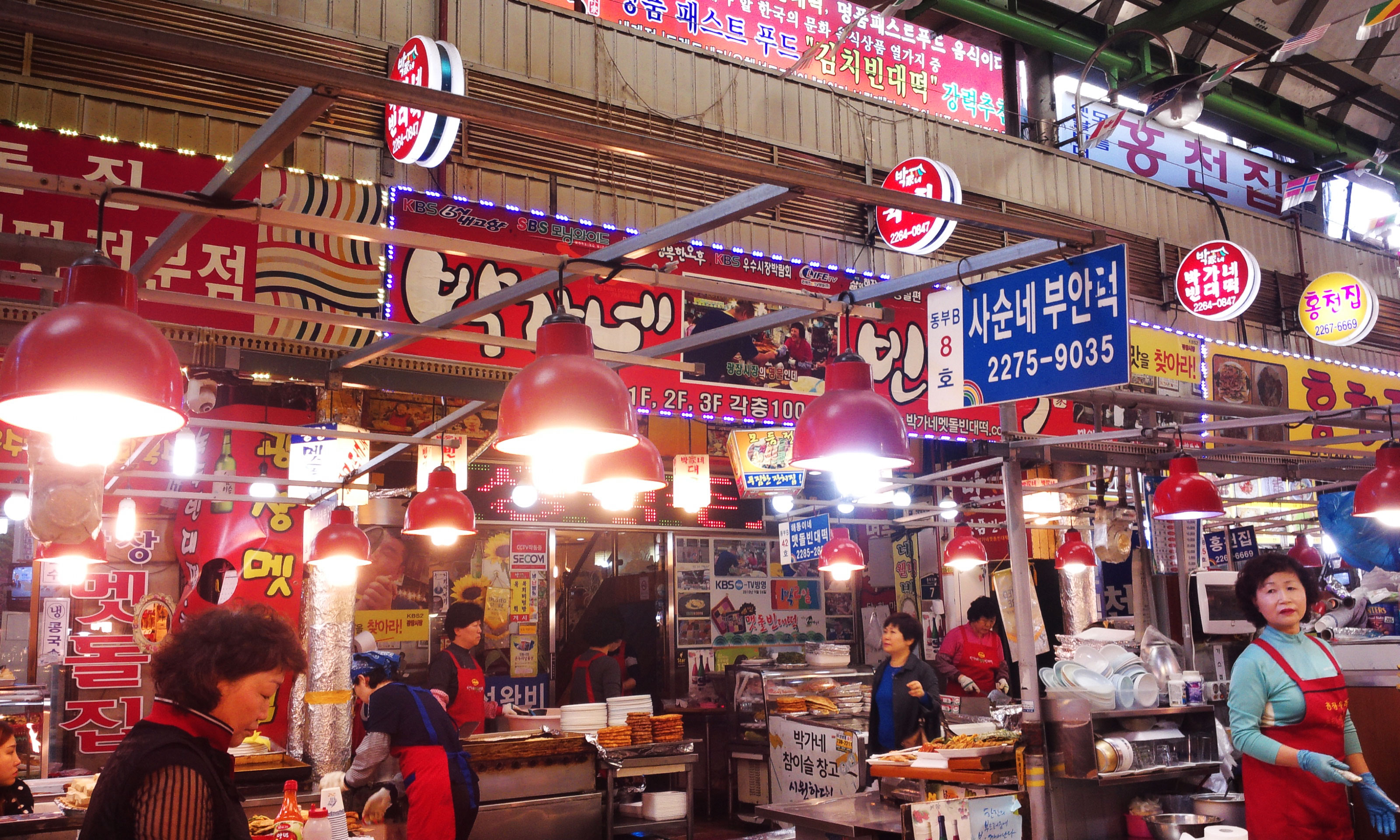
售卖綠豆餅的小贩
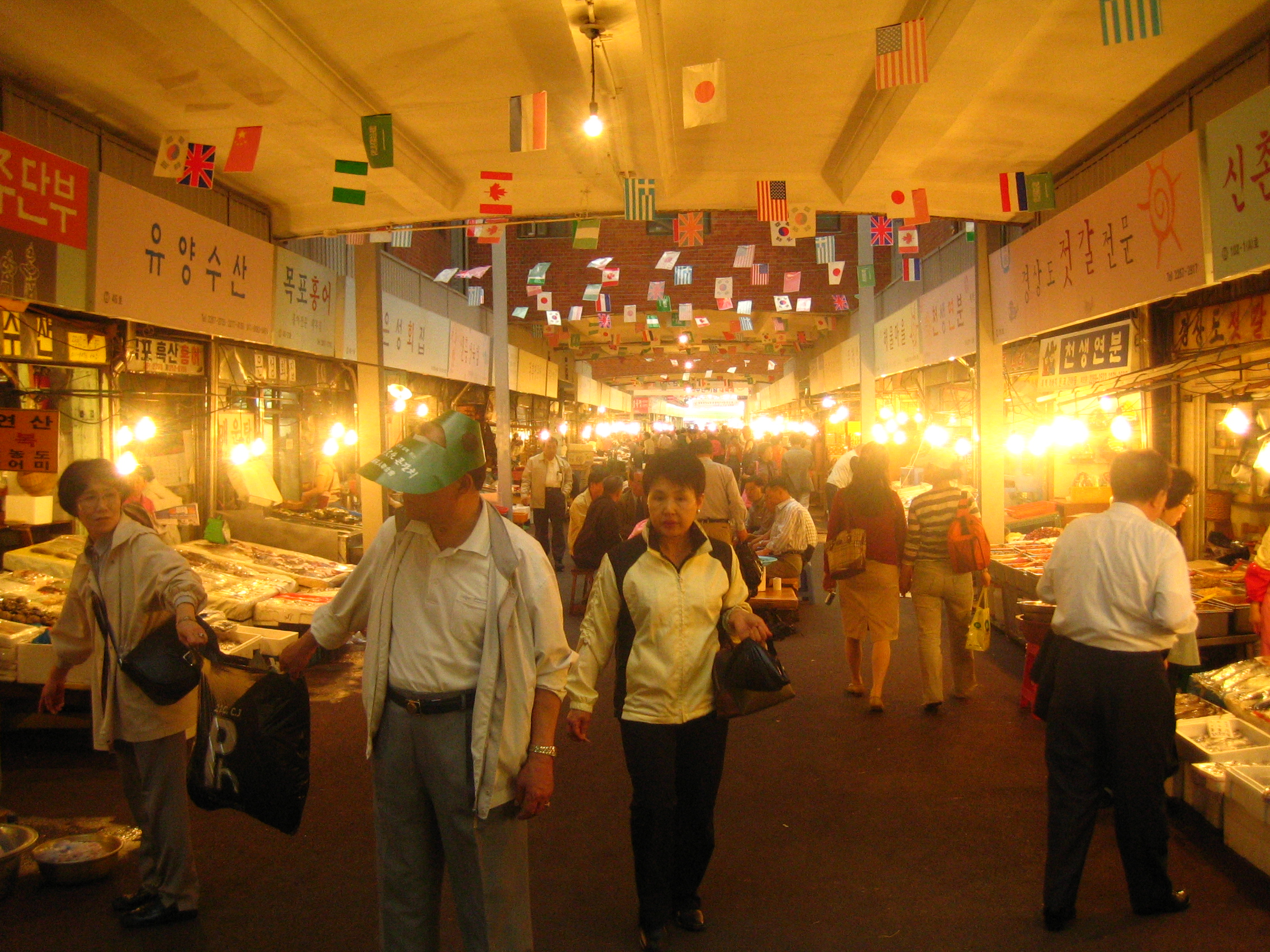
广藏市场内的鱼市场
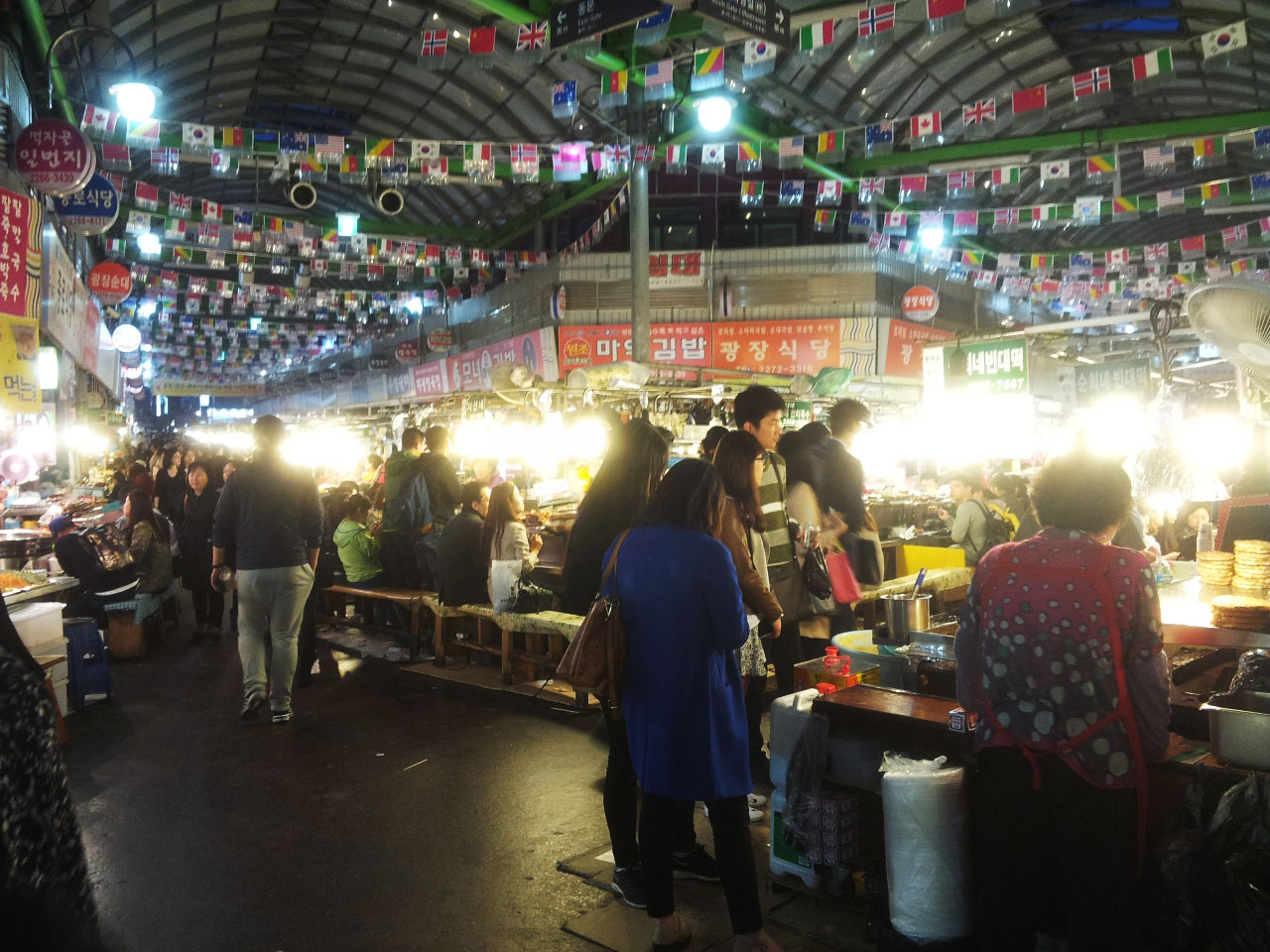
广藏市场的餐饮区